# No Prayer for the Dying
| Críticas profissionais | Críticas profissionais |
| Avaliações da crítica  | Avaliações da crítica  |
| Fonte                  | Avaliação              |
| ---------------------- | ---------------------- |
| Allmusic               | [ 1 ]                  |

No Prayer for the Dying é o oitavo álbum de estúdio realizado pela banda de heavy metal Iron Maiden, lançado em  1990. Depois de dois álbuns tendo como característica principal o uso de teclados e sintetizadores (Somewhere in Time e Seventh Son of a Seventh Son), a intenção neste disco era voltar aos primórdios da banda. No entanto, o resultado acabou não agradando os fãs e a mudança na sonoridade foi um dos fatores motivadores da saída do guitarrista Adrian Smith, que foi substituído por Janick Gers.
Teve como principal hit "Bring Your Daughter... to the Slaughter", composta por Bruce Dickinson, que ficou em primeiro lugar nas paradas britânicas, um feito inédito de um single para o Iron Maiden. A música causou muita polêmica e grupos religiosos reforçavam a acusação de que o Iron Maiden pertencia a cultos satânicos, fazendo com que a igreja católica do Chile proibisse a banda de se apresentar nesse país.

## Faixas
| N.º            | Título                                    | Compositor(es)                | Duração |  |
| 1.             | "Tailgunner"                              | Bruce Dickinson, Steve Harris | 4:15    |  |
| 2.             | "Holy Smoke"                              | Dickinson, Harris             | 3:49    |  |
| 3.             | "No Prayer for the Dying"                 | Harris                        | 4:23    |  |
| 4.             | "Public Enema Number One"                 | Dickinson, Dave Murray        | 4:13    |  |
| 5.             | "Fates Warning"                           | Murray, Harris                | 4:12    |  |
| 6.             | "The Assassin"                            | Harris                        | 4:37    |  |
| 7.             | "Run Silent Run Deep"                     | Dickinson, Harris             | 4:34    |  |
| 8.             | "Hooks in You"                            | Dickinson, Adrian Smith       | 4:08    |  |
| 9.             | "Bring Your Daughter... to the Slaughter" | Dickinson                     | 4:45    |  |
| 10.            | "Mother Russia"                           | Harris                        | 5:31    |  |
| Duração total: | Duração total:                            | Duração total:                | 44:27   |  |

| Faixa bônus versão americana |                              |                |         |  |
| N.º                          | Título                       | Compositor(es) | Duração |  |
| 11.                          | "Listen With Nicko! Part XI" | Nicko McBrain  |         |  |

| Faixas do CD Bônus de 1998 |                                                |                                          |         |  |
| N.º                        | Título                                         | Compositor(es)                           | Duração |  |
| 1.                         | "All In Your Mind" (Stray cover)               | Del Bromham                              | 4:31    |  |
| 2.                         | "Kill Me Ce Soir" (Golden Earring cover)       | George Kooymans, Barry Hay, John Fenton  | 6:17    |  |
| 3.                         | "I'm A Mover" (Free cover)                     | Paul Rodgers, Andy Fraser                | 3:29    |  |
| 4.                         | "Communication Breakdown" (Led Zeppelin cover) | Jimmy Page, John Paul Jones, John Bonham | 4:42    |  |

## Créditos
- Bruce Dickinson – voz
- Dave Murray – guitarra
- Janick Gers – guitarra
- Steve Harris – baixo
- Nicko McBrain – bateria

com:
- Michael Kenney - teclado

## Performance nas paradas
| País           | Parada musical (1990)       | Posições nas paradas |
| -------------- | --------------------------- | -------------------- |
| Austrália      | ARIA Charts                 | 23                   |
| Áustria        | Ö3 Austria Top 40           | 19                   |
| Finlândia      | The Official Finnish Charts | 3                    |
| Alemanha       | Media Control Charts        | 7                    |
| Japão          | Oricon                      | 16                   |
| Países Baixos  | MegaCharts                  | 31                   |
| Nova Zelândia  | RIANZ                       | 17                   |
| Noruega        | VG-lista                    | 4                    |
| Suécia         | Sverigetopplistan           | 6                    |
| Suíça          | Swiss Hitparade             | 11                   |
| Reino Unido    | Official Albums Chart       | 2                    |
| Estados Unidos | Billboard 200               | 17                   |
| País           | Parada musical (1991)       | Posições nas paradas |
| Suíça          | Swiss Hitparade             | 37                   |

| Single                                    | Parada musical (1990) | Posições nas paradas |
| ----------------------------------------- | --------------------- | -------------------- |
| "Holy Smoke"                              | Irish Singles Chart   | 4                    |
| "Holy Smoke"                              | Swiss Singles Chart   | 20                   |
| "Holy Smoke"                              | UK Singles Chart      | 3                    |
| Single                                    | Parada musical (1990) | Posições nas paradas |
| "Bring Your Daughter... to the Slaughter" | UK Singles Chart      | 1                    |
| Single                                    | Parada musical (1991) | Posições nas paradas |
| "Bring Your Daughter... to the Slaughter" | Irish Singles Chart   | 6                    |
| "Bring Your Daughter... to the Slaughter" | Swiss Singles Chart   | 19                   |
| "Bring Your Daughter... to the Slaughter" | UK Singles Chart      | 1                    |